# Karl Jónsson
Karl Jonsson (født ca. 1135, død 1213) var en islandsk abbed, som skal have skrevet middelaldersagaen Sverres saga, omhandlende den norske kong Sverre.
Karl blev abbed i klostret i Þingeyrar i det nordlige Island i 1169, men fratrådte i 1181. I 1185 rejste han til Norge, hvor han knyttet sig nært til Sverre. Efter den nye abbed i Þingeyrars død i 1187 blev han abbed på ny, indtil han stoppede på grund af alderdom i 1204.